# Déli autópálya
A déli autópálya (röviden: DAP) egy egykori tervezett de mára már elvetett gyorsforgalmi út Magyarország déli határai mentén. Az út megépítésének ötlete az 1990-es rendszerváltást követően merült fel. A körülbelül 700 kilométer hosszú út Magyarország leghosszabb autópályája lett volna, megépítésére egy részvénytársaság is létrejött. A vállalkozás több éven át hiába kísérletezett az út engedélyeztetésével, nem sikerült megteremteni az útépítés pénzügyi feltételeit sem. A déli autópálya végül csak terv maradt. Napjainkra ugyan rövidebb gyorsforgalmi útszakaszok már megépültek az egykori nyomvonal mentén, de a teljes déli autópálya megépítése már nem fog megvalósulni. 

## Vonalvezetés
A déli autópálya Sopron mellől indult volna, majd dél felé haladva Szombathely és Zalaegerszeg érintésével érkezett volna Nagykanizsához. Az út Kaposvárt érintve haladt volna kelet felé, majd egy Szekszárd térségében felépített Duna-hídon át érkezett volna az Alföldre. A határ mellett haladva érte volna és Szegedet, majd egy újonnan felépített Tisza-hídon át Hódmezővásárhely térségét. A délkeleti országhatár mellett futó 47-es főutat követve érintette volna Orosháza, Békéscsaba, és Berettyóújfalu környékét, majd Debrecent. Az út befejező szakaszának a Debrecen és Nyíregyháza közötti gyorsforgalmi utat tervezték.
Egy másik elképzelés szerint a DAP elkerülte volna Kaposvárt és Pécs, illetve Mohács érintésével hagyta volna el a Dunántúlt.

## Története

### Kezdeti kísérletek
A déli határ mellett futó autópálya ötlete már egészen korán felvetődött. A tervezők kezdettől fogva egy déli vezetésű úttal  szerették volna oldani az ország Budapest-központúságát és egyben mérsékelni a fővárost érő forgalmi terhelést. A határok mellett futó gyorsforgalmi út terve először 1941-ben tűnt fel. Az 1974-es állami útépítési programban szintén tervbe vették, de ekkor már három elszigetelt részben és vele szemben prioritást élvezett a sugárirányú autópályák építése. 1989-ben egy CO-Nexus nevű vállalkozás állt elő a koncessziós rendszerben megépítendő DAP ötletével. A Co-Nexus létrehozta a Déli Autópálya Kft-t, amely lobbitevékenységbe kezdett az autópálya megvalósítása érdekében. A vállalkozás felkereste az autópálya által érintett önkormányzatokat is és betéteket gyűjtött tőlük. Az önkormányzatok anyagi támogatásával a cég részvénytársasággá alakult. A vállalatnak ugyanakkor nem sikerült elérnie, hogy a DAP kerüljön bele az államilag támogatott autópálya-építési programba. Az építést szorgalmazók nem tudták meggyőzni a megvalósíthatóságról a közlekedési minisztériumot, az állam pedig elzárkózott attól, hogy a közpénzek átcsoportosításával segítse az út megépültét. A minisztérium szerint az országhatárok melletti gyenge forgalom nem indokolta a gyorsforgalmi út fejlesztését, a kft által benyújtott megvalósíthatósági tanulmányt pedig elégtelennek minősítette. A terv már igen korán kiváltotta a környezetvédők ellenszenvét, de kritikák érték a tervezett magas útdíjat is. 1994 után a déli autópálya ügye egy időre lekerült a napirendről. Az ELMKA és az M1-es autópálya példája arra figyelmeztette az államot, hogy a magántőke bevonásán alapuló üzleti modell Magyarországon még megfelelő forgalmi adatok mellett sem feltétlenül biztosítja a befektetés megtérülését. 1994-ben a társaság 3 milliárd USD-re becsülte a teljes út megépítésének költségét.
A DAP Rt. a várható magas költségek ellenére tovább folytatta tevékenységét, 1996-ra a cégnek 220 befektetője volt, ezek közül 160 a nyomvonal mentén fekvő önkormányzat. (Később felvetődött, hogy a DAP-terv mindössze az önkormányzatok pénzére utazó CO-Nexus jól sikerült blöffje volt, amely mögött nem volt igazi beruházási szándék.)

### Török befektetők érkezése
A megakadt projektet 1998-ban a török Bejendik Group megjelenése látszott kimozdítani a holtpontról. A törökök 1997-ben többségi részesedést szereztek a Déli Autópálya Rt-ben. 1998-ban a cég jelezte, hogy útdíjszedési jogért, adókedvezményért és az úthoz köthető egyéb fejlesztési jogokért cserébe készen áll a teljes déli autópálya megépítésére. 1998-ban a vállalat pályázatot adott be a Szekszárdi Duna-híd felépítésére, amely a déli autópálya első eleme lett volna. A teljes beruházás terve 1999-ben került a kormány elé, ám a török tulajdonos azt követelte, hogy az állam vállaljon garanciát befektetései megtérülésére. A terveket ismételten megvizsgálva a minisztérium szakemberei arra a megállapításra jutottak, hogy a déli autópálya árának megtérülésére annak várható kihasználatlansága miatt nincs remény, ezért az állam nem vállalhat garanciát a beruházás finanszírozására. A gyorsforgalmi úthálózat magántőkéből történő fejlesztésének negatív hatásai (az M1-es és az M5-ös esetében) erre az időre már annyira kiábrándítónak mutatkoztak, hogy az állam inkább saját beruházásban oldotta meg az új híd felépítését, a déli autópálya megépítésének kérdését pedig elnapolta.

### Feledés
A déli autópálya délnyugati szektorával körülbelül azonos nyomvonalon futó M9-es út bekerült ugyan a gyorsforgalmi úthálózat fejlesztési terveibe, de ez a terv alapvetően eltért a DAP Rt terveitől. A koncepció pusztán autóútként számolt a déli autópályával, egyes szakaszok megépítését pedig a távoli jövőbe tolta el. Az állami tervekből teljesen hiányoztak a DAP Alföldet érintő szakaszai. Az ELMKA és az AKA üzleti tervének kudarca nyomán az is nyilvánvalóvá vált, hogy a társadalom elutasítja a magánberuházásban megvalósuló, magas útdíjjal igénybe vehető autópályákat, ezért az M9-es utat az állami díjszedési rendszerbe illesztették be. Az 1999-es állami elutasítás után nem maradt remény a DAP gyors megépítésére. A török vállalkozók 2001-ben végképp visszaléptek az útépítés tervétől, a Déli Autópálya Rt. még ebben az évben felszámolási eljárás alá került. A részvénytársaság jelentős veszteségeket hátrahagyva szűnt meg 2003-at követően.

## A déli autópálya napjainkban

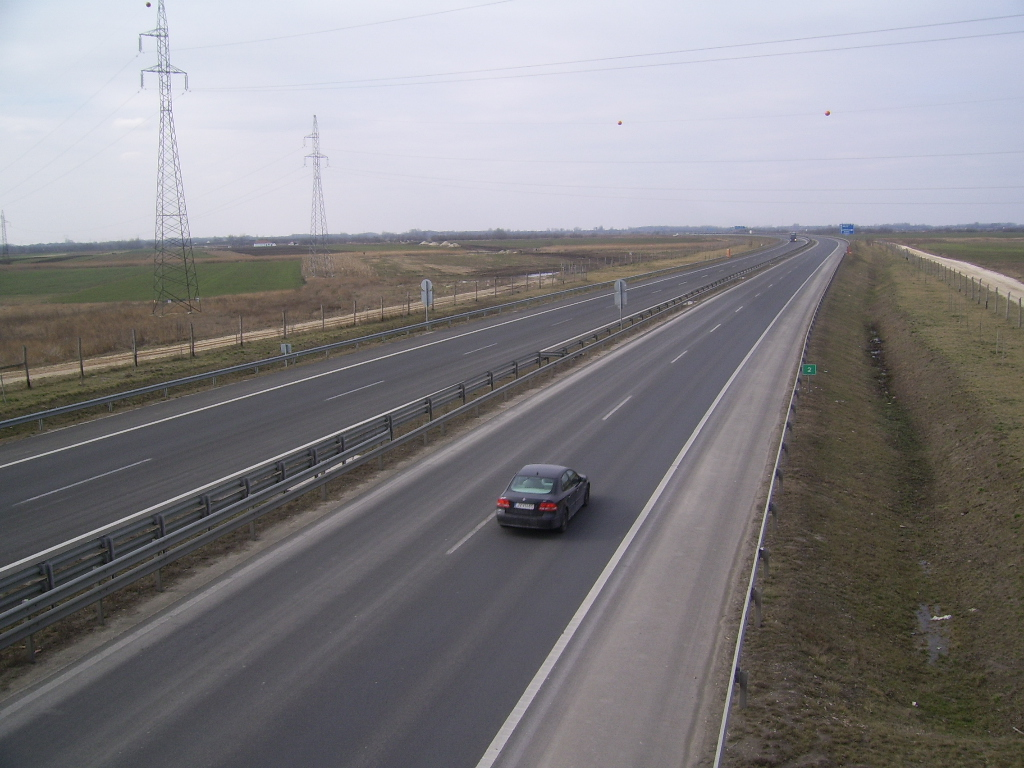
Az M43-as „DAP-szakasza” Szeged közelében

Az egykor tervezett DAP-nak napjainkban is mindössze három egymástól elszigetelt, rövidke darabja létezik. Ha a DAP az eredeti elképzelések szerint megépült volna, akkor a következő gyorsforgalmi utakat foglalná magában:
- A Kaposvárt északról elkerülő 61-es út.
- Az M9-es autóút Szekszárdtól keletre eső részét a Szent László híddal.
- M43-as út Szegedet észak felől elkerülő néhány kilométeres szakasza. Az M5-ös és a 47-es főút közötti rész az egykor déli autópályaként elképzelt útvonal egyetlen olyan szakasza, amely autópályaként meg is épült.

2010-ben elkezdődött az M9-es út 51-es és 54-es számú főutak közötti 12,3 km-es szakaszának kiépítése is. A Kormány az 1653/2012. (XII. 19.) Korm. határozatban foglaltak, a Vegyépszer csődje, részben pedig a jelentős régészeti költségek miatt állt el a megvalósítástól és visszavonta a kiemelt uniós projekt státuszt. Az építésre kapott majdnem 13 milliárd forintnyi uniós támogatást is visszavonták. A korábban tervezett déli autópálya dunántúli szakaszán egyre erősebben fogalmazódik meg az igény egy határokkal párhuzamosan futó gyorsforgalmi útra. 2008-ban helyi politikusok kezdtek kampányba a mai tervekben M9-es autópálya néven említett út megépítése érdekében.